# Stupor
Stupor (latin) betegner, inden for medicin, en fuldkommen sløvhedstilstand, som kan medføre bevidstløshed eller ubevægelighed.
| symptomer | Spire Denne artikel om symptomer er en spire som bør udbygges. Du er velkommen til at hjælpe Wikipedia ved at udvide den. |